# Francesco Bandiera
Francesco Bandiera, talvolta citato anche in tedesco come Franz Freiherr von Bandiera (Venezia, 22 o 24 maggio 1785 – Carpenedo di Mestre, 16 settembre 1847), è stato un ammiraglio austriaco.

## Biografia
Nato da Domenico Bandiera e Giovanna Donati di Ancona; già ufficiale della Marina del Regno italico dove aveva militato, nel 1808 col grado di tenente di fregata è al comando della cannoniera Incorruttibile, dopo aver partecipato ad uno scontro a fuoco con gli inglesi e da questi catturato viene successivamente liberato.
Passato nella Marina Austro-Veneta, nel 1826 raggiunge il grado di capitano di corvetta, nel 1829, Bandiera, dopo che il Mulay 'Abd al-Rahman aveva ricostituito una piccola flotta corsara sequestrando e rilasciando poco dopo una nave britannica, per ottenere il rilascio della nave mercantile austriaca il Veloce e del suo equipaggio, catturati dai pirati nel luglio precedente, varca lo stretto di Gibilterra al comando di una forza navale composta dalle corvette Carolina e Adria, dal brigantino Veneto e dallo schoner Enrichetta e nel giugno bombarda El Araïch in Marocco Raggiunge quindi il grado di capitano di vascello.
Il 19 marzo 1830 a Gibilterra è delegato da Francesco I d'Austria assieme a Guglielmo de Pflügl, alla firma della pace col Marocco.
Nel 1831, dopo il fallimento dell'insurrezione delle Marche e della Romagna, al comando di una squadra composta dalle golette Enrichetta e Sofia fu responsabile della cattura in mare dei 97 (secondo altri 98) patrioti che tentavano di fuggire da Ancona col trabaccolo Isotta, battente bandiera pontificia nonostante il 26 marzo 1831 fosse stata firmata sempre ad Ancona la capitolazione delle Province unite italiane e fosse stato rimesso nelle mani del legato card. Benvenuti il governo delle province ancora libere in cambio della promessa di un'amnistia che non fu però mantenuta né dall'Austria né da papa Gregorio XVI (editto del 5 aprile).
Il 28 settembre 1840 in qualità di contrammiraglio e comandante della squadra del levante prese parte alla conquista di Saïda (od.Sidone).
Si dimise dalla Marina da guerra austriaca il 13 ottobre 1844 dopo che i figli Attilio ed Emilio vennero fucilati con altri sette compagni nel Vallone di Rovito il 25 luglio 1844.
Muore nella sua villa di Carpenedo di Mestre il 16 settembre 1847.

## Onorificenze
Fonte:

### Opere proprie
- Memorie statistiche ed amministrative del Regno di Marocco raccolte dall'IR Capitano di Fregata Francesco Bandiera